# Jacques Baruch
Izak Zacherias (Jacques) Baruch (Amsterdam, 3 november 1917 — aldaar, 13 februari 1996) was een Amsterdamse arts en politicus voor de Partij van de Arbeid en de Democratisch Socialisten '70.
Baruch was afkomstig uit een Portugees-joods middenstandsgezin en zijn vader was slager en later groenteboer. Na het voltooien van de Hogere Burgerschool-b studeerde Jacques Baruch geneeskunde aan de Gemeentelijke Universiteit Amsterdam (tot 1940) en in 1946 slaagde hij voor zijn artsexamen aldaar. In 1958 promoveerde hij er ook in de geneeskunde.
Tijdens de bevrijding van Parijs aan het eind van de Tweede Wereldoorlog werkte Baruch bij een eerste hulppost aldaar.
Baruch was onder meer arts in Amsterdam, gespecialiseerd in revalidatie, en was hoofd van de Medische Sociale Dienst en later directeur van de Academie voor fysiotherapie en afdelingshoofd fysische therapie van het Centrum voor Reumatiekbestrijding.
Van 1953 tot 1970 was hij gemeenteraadslid van Amsterdam, met een korte onderbreking in 1966. In 1969 stond hij op de PvdA-kandidatenlijst voor de Tweede Kamerverkiezingen, maar werd hij niet verkozen. In 1970 voegde hij zich bij de nieuwe partij Democratisch-Socialisten 1970 en van 1971 tot 1972 was hij lid van de Tweede Kamer der Staten-Generaal voor die partij. Daar hield hij zich vooral bezig met volksgezondheid, maatschappelijk werk en milieuhygiëne. In 1971 wist hij een motie aangenomen te krijgen waardoor de Rijksgroepsregeling vervolgingsslachtoffers 1940-1945 werd omgezet in een wettelijke regeling: de Wet Uitkeringen Vervolgingsslachtoffers (WUV).
Van 1980 tot 1990 was hij voorzitter van de Anti-Reuma Vereniging, van 1985 tot 1994 voorzitter van het Genootschap voor de Joodse Wetenschap in Nederland en hij was enige tijd voorzitter van het Portugees-Israëlisch kerkgenootschap.
Baruch is driemaal getrouwd, in 1942, 1954 en 1960 en kreeg twee zoons en een dochter. In 1975 is hij benoemd tot Ridder in de Orde van Oranje-Nassau en in 1985 kreeg hij het verzetsherdenkingskruis. Hij werd ook geëerd met de Médaille de la Reconnaissance française voor zijn verzetswerk.
- Biografisch Portaal: 43185484
- Gemeinsame Normdatei: 1074412095
- International Standard Name Identifier: 0000 0003 9118 5815
- Nederlandse Thesaurus van Auteursnamen: 069183554
- Parlement.com: vg09llihmis4
- Virtual International Authority File: 284930251
- WorldCat: E39PBJpPHCTfHTGFPb8wKcmDbd